# 伴一彦
伴 一彦（ばん かずひこ、1954年8月3日 - ）は、日本の脚本家。福岡県出身。

## 人物
福岡県立福岡高等学校を経て日本大学芸術学部映画学科脚本コース卒業。在学中に石森史郎、佐治乾らに師事。1981年頃から本格的に脚本家の活動を開始する。
2005年8月、自身の短編小説集「ラヴ・コール」を無断で俳優養成学校公演の脚本に使用されたとして、脚本家の高橋いさをと養成学校の経営者を相手どり、550万円の損害賠償や謝罪広告の掲載を求め、東京地裁に提訴した。2006年3月30日に高橋が著作権侵害を認め、謝罪金50万円を払うことなどで和解が成立。
2012年2月、同年4月からフジテレビ系列で放送されたドラマ『家族のうた』について、自身が以前脚本を担当した『パパはニュースキャスター』と設定が酷似していると自身のTwitter（現：X）で指摘し、話題となった。
2013年3月28日、第18代東京都知事・猪瀬直樹が副知事時代の2012年10月に彼の公式Twitterにおいて、猪瀬が原作を担当した漫画『ラストニュース』を、「アホ脚本家が日テレで換骨奪胎し安っぽい報道ドラマにした」「佐野眞一ハシシタ問題が現れたので盗作に触れた」などとツイートした件について、伴の担当したドラマ『ストレートニュース』と特定されると主張し、盗作の汚名を着せられ名誉を傷つけられたとして、猪瀬に550万円の損害賠償と謝罪ツイートを求める訴えを東京地方裁判所に起こした。この訴訟は2014年3月26日、猪瀬が伴に対し100万円を支払うこととTwitter上に謝罪文を掲載するとの内容で和解が成立した。
2022年3月21日、横浜市の関内ホールで開催された公開セミナー第51回名作の舞台裏『パパはニュースキャスター』にゲストとして出演。放送当時のエピソードを話している。
2024年1月29日、日本シナリオ作家協会が運営するYouTubeチャンネル「シナリオ作家協会チャンネル」の配信動画「深夜の密談」の特別編にゲスト出演。同日に日本テレビの漫画原作ドラマの原作者が急死した件を受けて、脚本家と原作者の関係などについて語り合われた動画であり、伴は「言葉足らずなこともあるとは思いますが」と沿えて動画視聴をX上で呼び掛けていた。その後、同協会は視聴者の批判殺到を理由に動画を削除したが、伴の意図とは異なる対応であったことを自身のXで明かし、「最悪の対応です」とポストし、さらに動画への批判を受け入れた上で「みなさんの反応で説明が足らないと思えば足せばいいし、反省すべき点があれば反省するべきだし、でも元の動画が消されてしまっては…」と吐露した。

## 参加作品

### テレビドラマ
- 探偵同盟（1981年、フジテレビ） ※12話のみ
- うちの子にかぎって・パート1（1984年、TBS）
  - うちの子にかぎって・パート2（1984年）
- 勝手にしやがれ殺人事件（1985年、TBS）
- 知りすぎた男（1985年、TBS）
- 子供が見てるでしょ!（1985年、TBS）
- 放課後（1986年、フジテレビ）
- な・ま・い・き盛り（1986年、フジテレビ）
- パパはニュースキャスター（1987年、TBS）
- 魔夏少女（1987年、TBS）
- おヒマなら来てよネ!（1987年、フジテレビ）
- 世界で一番長いキス（1987年、フジテレビ）
- パパは年中苦労する（1988年、TBS）
- 結婚ごっこ（1988年、よみうりテレビ）
- 君の瞳に恋してる!（1989年、フジテレビ）
- 島田太郎氏の災難（1989年、NHK）
- 恋のパラダイス（1990年、フジテレビ）
- 結婚の理想と現実（1991年、フジテレビ）
- バレンタインに何かが起きる 「恋はストレート」（1991年2月11日、TBS）※3話からなるオムニバスの一本。
- 愛と悲しみのキャッチホン（1991年、フジテレビ）
- 逢いたい時にあなたはいない…（1991年、フジテレビ）
- 世にも奇妙な物語　第2シリーズ（1991年、フジテレビ）
  - 第1話「真夜中」
  - 第2話「鏡」
  - 第3話「ど忘れ」
- 子供が寝たあとで（1992年、日本テレビ）
- 誰かが彼女を愛してる（1992年、フジテレビ）
- 上を向いて歩こう!（1994年、フジテレビ）
- ママのベッドへいらっしゃい（1994年、テレビ朝日）
- 寿司、食いねェ! シリーズ（1996年 - 1997年、関西テレビ）
- 透明人間（1996年、日本テレビ）
- スチュワーデス刑事シリーズ（1997年 - 2006年、フジテレビ）
- WITH LOVE（1998年、フジテレビ）
- 双子探偵（1999年、NHK）
- 砂の上の恋人たち（1999年、関西テレビ）
- ストレートニュース（2000年、日本テレビ）
- ズッコケ三人組VS双子探偵〜光の世界へ翔べ〜（2001年、NHK）
- レッツ・ゴー!永田町（2001年、日本テレビ）
- 愛は終わらんバイ!（2001年、テレビ西日本）
- かまいたちの夜（2002年、TBS）
- サイコドクター（2002年、日本テレビ）
- 恋する京都（2004年、NHK）
- 喰いタン（2006年、日本テレビ）
- コシノ家の闘う女たち〜肝っ玉お母ちゃんとパワフル三姉妹（2006年、日本テレビ）
- 喰いタン2（2007年、日本テレビ）
- 冗談じゃない!（2007年、TBS）
- 七瀬ふたたび（2008年、NHK）
- 隠蔽指令（2009年、WOWOW）
- 離婚シンドローム（2010年、日本テレビ）
- 流れ星（2010年、フジテレビ） ※脚本監修
- デカワンコ（2011年、日本テレビ）
- HUNTER〜その女たち、賞金稼ぎ〜（2011年、関西テレビ）
- 東京全力少女（2012年、日本テレビ）
- キャビンアテンダント刑事〜ニューヨーク殺人事件〜（2014年、フジテレビ） ※企画協力
- シンデレラデート（2014年、東海テレビ）
- 検事・霧島三郎（2014年、TBS）
- 別れたら好きな人（2015年、東海テレビ）
- ノンママ白書（2016年、東海テレビ）
- でぶせん（テレビ版）（2016年、日本テレビ）
- ドラマ特別企画 テミスの剣（2017年、テレビ東京）
- B面女子（2020年、東海テレビ）

### ウェブドラマ
- でぶせん（完全版）（2016年・Hulu）

### 映画
- 色情海女 ふんどし祭り（1981年）
- バックが大好き!（1981年）
- 肉体保険 ベッドでサイン（1981年）
- 女体育教師 跳んで開いて（1981年）
- 快楽温泉郷 女体風呂（1981年）
- 生録・盗聴ビデオ（1982年）
- 白薔薇学園（1982年）
- 受験慰安婦（1982年）
- お姉さんの太股（1983年）
- ゴールドフィンガー・もう一度奥まで（1983年）
- ケンちゃんちのお姉さん（1983年）
- セックスメイド・お掃除のあとで（1984年）
- デボラがライバル（1997年）
- 殴者 NAGURIMONO（2005年）
- 初雪の恋 ヴァージン・スノー（2007年）
- 劇場版 JKニンジャガールズ（2017年）

### 舞台
- 舞台版 JKニンジャガールズ（2017年）

### 小説
- 逢いたい時にあなたはいない…（1992年・発行：TIS、発売：ワニブックス）
- ラヴ・コール（1994年・扶桑社文庫）
- みにくいあひるの子とよばれたい（1995年・偕成社）

## 過去の出演

### セミナー
- 公開セミナー　第51回名作の舞台裏『パパはニュースキャスター』 - ゲスト（2022年3月21日、関内ホール）[7][8][9]